# Rayonante gotiek

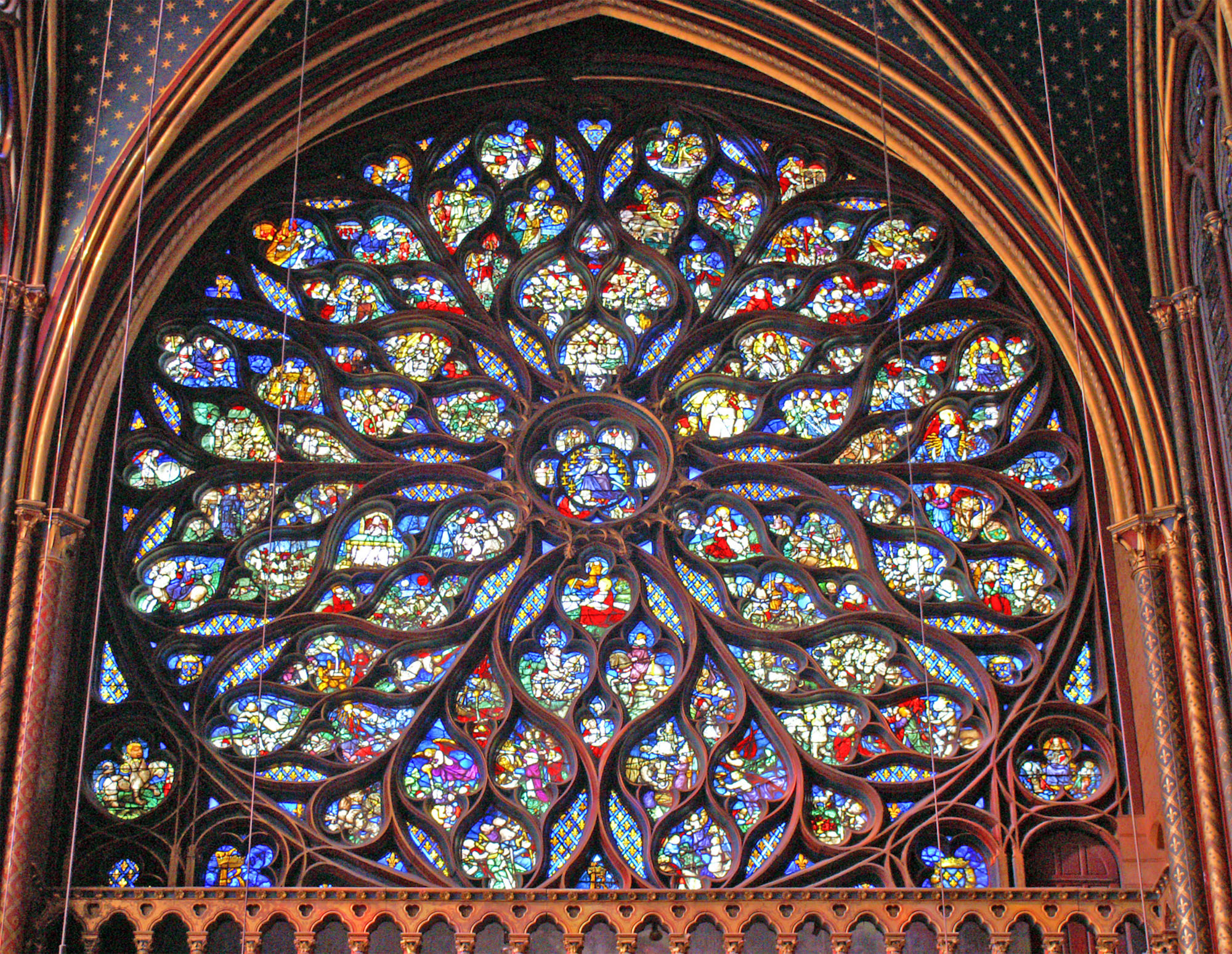
Het roosvenster van de Sainte-Chapelle in Parijs

Met de rayonante gotiek (lett. Frans: stralende gotiek) wordt een gotische stijl- of bouwvorm aangeduid. Meer specifiek gaat het hier om een tweede fase van de hoge gotiek.

## Situering
Vaak wordt de rayonante gotiek echter gelijkgesteld aan de hoge gotiek, zoals door Haslinghuis, onder het lemma ‘rayonnant’ & ‘gotiek’ in: Bouwkundige termen (1997, p. 196 en p. 371): ‘rayonnant (F. stralend) term van de 19de-eeuwse kunsthistorici om de hoge gotiek aan te duiden.’ Haslinghuis beweert ook dat ‘op het hiervoor aangevoerde tijdperk van de vroeg gotiek (“lancéole”) [...] in Frankrijk van XIIIm tot eind XIV de hoge gotiek (“rayonant”)’ volgt.
Deze hoge gotiek komt ca. 1230 voort uit de Franse klassieke (kathedraal)gotiek van Chartres, Reims en Amiens, maar valt vanaf ca. 1250 pas elders in Europa duidelijk te onderscheiden. Hierom gebruiken Duitse bouwhistorici de term rayonante gotiek minder vaak (als synoniem voor hoge gotiek), of enkel ter aanduiding van een separate periode die direct volgde op de hoge gotiek.
In zijn boek The Gothic Cathedral (1990, p. 92) brengt Wilson enige opheldering.‘French cathedral design underwent a renewal which culminated in the 1230s with the creation of the Rayonnant style, a version of Gothic more long-lived than any of its predecessors and also fare more often used for major new projects outside northern France.’ Volgens Wilson kan de behandeling van de gehele (latere) 13e-eeuwse westerse architectuur onder de noemer van ‘rayonante gotiek’ worden gerechtvaardigd, omdat een pan-Europese onderverdeling in korte periodes onmogelijk is en de verscheidenheid van lokale tradities geen recht kan doen. Een voorbehoud bij deze benadering is dat men alleen van rayonnant mag spreken als men bereid is de regionale invloeden te veronachtzamen, die juist deze bouwstijl uit het Île-de-France verder uitwerkten en soms geheel transformeerden.
De bakermat van de rayonante stijl is de nieuwbouw van St.-Denis (1231). De Sainte-Chapelle in Parijs is een bekend voorbeeld van rayonante architectuur. De lichtwerking en transparantie die de gotische architectuur zo kenmerkt, wordt hier tot het uiterste doorgevoerd.
Volgens Wilson was de hoge gotiek slechts een korte overgangsperiode: ‘(...) the high Gothic can be recognised as one of the resolved experimentation, a brief transition between two much larger and more productive eras’, waarmee hij respectievelijk de vroege en rayonante gotiek bedoelt. Omdat er tussen de opeenvolgende kathedralen van Chartres, Reims en Amiens sprake is van een duidelijke ontwikkelingslijn (‘clear developping sequence’) en de rayonnante gotiek niet een dergelijke lineaire evolutie zou hebben, komt deze auteur ertoe deze overwaardering voor de hoge gotiek te verklaren.

## Etymologie
Sommigen willen de oorsprong van de term rayonant afleiden van gotische kapellen die als een stralenkrans rond een apsis zijn gebouwd. Anderen willen het begrip in verband brengen met het maaswerk van roosvensters. Dergelijke radvensters, waarvan de ‘spaken’ radiaal uitwaaieren vanuit het midden, kan men koppelen aan het begrip ‘rayonnant’ dat in het Frans behalve stralend [m.b.t. lichtwerking], ook letterlijk straalsgewijs of stervormig kan betekenen.